# 周洪範
周洪範（1491年—？），字伯陳，號寬山，四川成都府漢州軍民籍，江西安福縣人，明朝政治人物。

## 生平
四川鄉試第七十名，嘉靖八年（1529年）己丑科三甲第九十七名進士。授潛江縣知縣，十三年五月擢授廣東道試監察御史，嘉靖十八年（1539年）任淮安府知府。官至按察司副使。

## 家族
曾祖周純；祖父周岳諏；父周時釗。母鄧氏。慈侍下。